# Karl Maximilian Wilhelm Petermann
Karl Maximilian Wilhelm Petermann (* 3. September 1722 in Nürnberg; † 27. September 1794 in Bayreuth) war ein deutscher Jurist und belletristischer Schriftsteller. 1793 erhielt er den Posten eines preußischen Regierungsrats.

## Leben
Karl Maximilian Wilhelm Petermann war ein Sohn des fürstlichen Kammerrats Christian Friedrich Petermann. Er erhielt ab 1731 seine frühe Ausbildung im Gymnasium in Hof sowie von 1735 bis 1740 in jenem von Bayreuth. In Jena studierte er die Rechtswissenschaft und erhielt 1743 nach dem Abschluss seines Universitätsbesuchs eine Anstellung beim geheimen Archiv in Bayreuth. 1749 wurde er Regierungssekretär. Seine juristischen Kenntnisse bewirkten 1758 seine Ernennung zum Justizrat, 1763 zum Hofrat, 1764 zum wirklichen Regierungsrat und 1767 zum ersten geheimen Sekretär. 1769 wurde er beim Oberberg-Departement angestellt, 1770 bei der Polizei und Landesökonomie, 1771 zum Konsistorialrat ernannt und 1772 zum Deputierten bei der Waisenkammer. 1774 erfolgte seine Beförderung zum Konsistorial-Vizepräsidenten. 1793 wurde er preußischer Regierungsrat in Bayreuth, starb aber bereits im folgenden Jahr im Alter von 72 Jahren.
In seinen Mußestunden beschäftigte sich Petermann viel mit den schönen Wissenschaften und erlangte als Schriftsteller Bekanntheit durch die Herausgabe der Wochenschrift Versuche in den Werken des guten Geschmacks (Bayreuth 1746). Er schrieb außerdem Fabeln und Erzählungen (2 Bde., Coburg 1754-56). Auch verfasste er einige Romane und Gedichte, so u. a. Der Gleichgültige (Bayreuth 1773) und Der Milchtopf (Bayreuth 1775). Viel Beifall fand sein historischer Versuch Folge der aus dem Hause Zollern entsprossenen Burggrafen zu Nürnberg, dann Kurfürsten und Markgrafen zu Brandenburg, bis auf unsere Zeiten (Bayreuth 1758; 2. Auflage Erlangen 1785; 3. vermehrte Auflage ebd. 1788). Seine patriotische Gesinnung zeigte Petermann durch die kleine Schrift Das Glück des Vaterlandes unter der Regierung des Markgrafen Friedrich Christian (Bayreuth 1763).